# Wahlkreis Nord XV
Der Wahlkreis Nord XV ist seit 1958 ein französischer Wahlkreis für die Wahlen zur Nationalversammlung im Departement Nord.

## Allgemeines
Der Wahlkreis umfasst die Gemeinden Bailleul und Hazebrouck im Nordosten des Department.
Von 1988 bis 2017 bewegte sich die politische Vorherrschaft im Wahlkreis zwischen rechts und links hin und her. In den 1960er und 1970er Jahren dominierte die Kommunistische Partei. Jean-Pierre Allossery eroberte bei der Wahl 2012 das Parlamentsmandat, bis dahin gehalten von der konservativen Union pour un mouvement populaire (UMP). für die PS.
Auch in diesem Wahlkreis kam es bei der Wahl von 2017 zum sehr deutlichen Wahlsieg für die Bewegung bzw. Partei La République en Marche. Die auf deren Liste gewählte Abgeordnete Jennifer de Temmerman, verließ die Partei jedoch und gründete im Mai 2020 zusammen mit anderen Parlamentsabgeordneten eine neue Fraktion der Nationalversammlung, die Groupe Ècologie Démocratie Solidarité.

## Abgeordnete des Wahlkreises
| Legislatur- periode | Gewählt   | Gewählt               | Partei                            |
| ------------------- | --------- | --------------------- | --------------------------------- |
| 1.                  |           | Georges Sarazin       | Union pour la Nouvelle République |
| 2.                  |           | Arthur Ramette        | Parti communiste français         |
| 3.                  |           | Arthur Ramette        | Parti communiste français         |
| 4.                  |           | Arthur Ramette        | Parti communiste français         |
| 5.                  |           | Georges Hage          | Parti communiste français         |
| 6.                  |           | Georges Hage          | Parti communiste français         |
| 7.                  |           | Georges Hage          | Parti communiste français         |
| 8.                  | Wahlliste | Wahlliste             | Wahlliste                         |
| 9.                  |           | Maurice Sergheraert   | Unabhängig (DVD)                  |
| 10.                 |           | Marie-Fanny Gournay   | Rassemblement pour la République  |
| 11.                 |           | Jean Delobel          | Parti socialiste                  |
| 12.                 |           | Jean Delobel          | Parti socialiste                  |
| 13.                 |           | Françoise Hostalier   | Union pour un mouvement populaire |
| 14.                 |           | Jean-Pierre Allossery | Parti socialiste                  |
| 15.                 |           | Jennifer de Temmerman | La République En Marche           |
| 15.                 |           | Pierrick Berteloot    | Rassemblement National            |

## Wahlergebnisse

### Parlamentswahl 2012
| Kandidaten               | Kandidaten                   | Parteien                                         | 1. Wahlgang | 1. Wahlgang | 2. Wahlgang | 2. Wahlgang |
| Kandidaten               | Kandidaten                   | Parteien                                         | Stimmen     | %           | Stimmen     | %           |
| ------------------------ | ---------------------------- | ------------------------------------------------ | ----------- | ----------- | ----------- | ----------- |
|                          | Jean-Pierre Allosserygewählt | SOC – Parti socialiste                           | 21.526      | 37,8        | 28.361      | 52,1        |
|                          | Jean-Pierre Bataille         | DVD – Unabh.                                     | 10.734      | 18,8        | 26.043      | 47,9        |
|                          | Françoise Hostalier          | UMP – Union pour un mouvement populaire          | 10.543      | 18,5        |             |             |
|                          | Pascal Prince                | FN – Front national                              | 9.290       | 16,3        |             |             |
|                          | Béatrice Veit-Torrez         | FG – Front de gauche (Parti communiste français) | 2.067       | 3,6         |             |             |
|                          | Thierry Willaey              | VEC – Europe Écologie-Les Verts                  | 1.597       | 2,8         |             |             |
|                          | Jean-François Plouvier       | ECO – Le Trèfle                                  | 524         | 0,9         |             |             |
|                          | Marie-France Claeyssen       | EXG – Lutte Ouvrière                             | 395         | 0,7         |             |             |
|                          | Jean-Luc Hau                 | DVD – Mouvement pour la France                   | 222         | 0,4         |             |             |
|                          | Matthieu Gueyraud            | DIV – Unabh.                                     | 90          | 0,2         |             |             |
| Gesamt                   | Gesamt                       | Gesamt                                           | 56.988      | 100         | 54.404      | 100         |
|                          |                              |                                                  |             |             |             |             |
| Ungültige Stimmen        | Ungültige Stimmen            | Ungültige Stimmen                                | 1.058       | 1,8         | 2.244       | 4,0         |
| Wähler                   | Wähler                       | Wähler                                           | 58.046      | 61,0        | 56.648      | 59,5        |
| Wahlberechtigte          | Wahlberechtigte              | Wahlberechtigte                                  | 95.223      |             | 95.226      |             |
|                          |                              |                                                  |             |             |             |             |
| Quelle: Innenministerium |                              |                                                  |             |             |             |             |

### Parlamentswahl 2017
| Kandidaten               | Kandidaten                   | Parteien                                   | 1. Wahlgang | 1. Wahlgang | 2. Wahlgang | 2. Wahlgang |
| Kandidaten               | Kandidaten                   | Parteien                                   | Stimmen     | %           | Stimmen     | %           |
| ------------------------ | ---------------------------- | ------------------------------------------ | ----------- | ----------- | ----------- | ----------- |
|                          | Jennifer de Temmermangewählt | REM – La République en marche              | 13.764      | 28,1        | 24.519      | 60,7        |
|                          | Pascal Prince                | FN – Front national                        | 10.095      | 20,6        | 15.881      | 39,3        |
|                          | Jean-Pierre Bataille         | LR – Les Républicains                      | 7.951       | 16,2        |             |             |
|                          | Hervé Walraeve               | LFI – La France insoumise                  | 6.018       | 12,3        |             |             |
|                          | Bruno Ficheux                | UDI – Union des démocrates et indépendants | 5.305       | 10,8        |             |             |
|                          | Michel Labitte               | SOC – Parti socialiste                     | 3.326       | 6,8         |             |             |
|                          | Guillaume Fache              | ECO – Europe Écologie-Les Verts            | 1.219       | 2,5         |             |             |
|                          | Luc Dubois                   | EXG – Lutte Ouvrière                       | 615         | 1,3         |             |             |
|                          | Gauthier Leclaire            | ECO – Unabh.                               | 500         | 1,0         |             |             |
|                          | Clothilde Poilly             | DIV – Union populare républicaine          | 226         | 0,5         |             |             |
| Gesamt                   | Gesamt                       | Gesamt                                     | 49.019      | 100         | 40.400      | 100         |
|                          |                              |                                            |             |             |             |             |
| Leere Stimmzettel        | Leere Stimmzettel            | Leere Stimmzettel                          | 856         | 1,7         | 3.033       | 6,8         |
| Ungültige Stimmzettel    | Ungültige Stimmzettel        | Ungültige Stimmzettel                      | 360         | 0,7         | 1.426       | 3,2         |
| Wähler                   | Wähler                       | Wähler                                     | 50.235      | 52,4        | 44.859      | 46,8        |
| Wahlberechtigte          | Wahlberechtigte              | Wahlberechtigte                            | 95.868      |             | 95.872      |             |
|                          |                              |                                            |             |             |             |             |
| Quelle: Innenministerium |                              |                                            |             |             |             |             |

### Parlamentswahl 2022
| Kandidaten               | Kandidaten                | Parteien                                                                         | 1. Wahlgang | 1. Wahlgang | 2. Wahlgang | 2. Wahlgang |
| Kandidaten               | Kandidaten                | Parteien                                                                         | Stimmen     | %           | Stimmen     | %           |
| ------------------------ | ------------------------- | -------------------------------------------------------------------------------- | ----------- | ----------- | ----------- | ----------- |
|                          | Pierrick Bertelootgewählt | RN – Rassemblement National                                                      | 12.133      | 26,4        | 21.367      | 54,1        |
|                          | Émilie Ducourant          | NUP – Nouvelle union populaire écologique et sociale (Europe Écologie Les Verts) | 9.200       | 20,0        | 18.134      | 45,9        |
|                          | Claude Nicolet            | ENS – Ensemble ! (La République en marche)                                       | 8.084       | 17,6        |             |             |
|                          | Stéphane Dieusaert        | LR – Les Républicains                                                            | 4.910       | 10,7        |             |             |
|                          | Jérôme Darques            | DVD – Unabh. (REM Dissident)                                                     | 2.540       | 5,5         |             |             |
|                          | Caroline Landtsheere      | DVD – Unabh. (LR Dissident)                                                      | 1.451       | 3,2         |             |             |
|                          | Stéphane Ledez            | DVC – Unabh.                                                                     | 1.373       | 3,0         |             |             |
|                          | Marc Deneuche             | DVC – Unabh.                                                                     | 1.165       | 2,5         |             |             |
|                          | Aurélie Leleu             | REC – Reconquête                                                                 | 1.155       | 2,5         |             |             |
|                          | Joël Duyck                | DVD – Unabh. (LR Dissident)                                                      | 1.088       | 2,4         |             |             |
|                          | Gaétan Lamérant           | ECO – Parti animaliste                                                           | 989         | 2,2         |             |             |
|                          | Anne Abadie               | DVD – Unabh.                                                                     | 733         | 1,6         |             |             |
|                          | Benjamin Dubiez           | DXG – Lutte Ouvrière                                                             | 624         | 1,4         |             |             |
|                          | Anne-Lise Perche          | DSV – Debout la France                                                           | 478         | 1,0         |             |             |
| Gesamt                   | Gesamt                    | Gesamt                                                                           | 45.923      | 100         | 39.501      | 100         |
|                          |                           |                                                                                  |             |             |             |             |
| Leere Stimmzettel        | Leere Stimmzettel         | Leere Stimmzettel                                                                | 938         | 2,0         | 4.774       | 10,4        |
| Ungültige Stimmzettel    | Ungültige Stimmzettel     | Ungültige Stimmzettel                                                            | 388         | 0,8         | 1.720       | 3,7         |
| Wähler                   | Wähler                    | Wähler                                                                           | 47.249      | 48,3        | 45.995      | 47,0        |
| Wahlberechtigte          | Wahlberechtigte           | Wahlberechtigte                                                                  | 97.792      |             | 97.816      |             |
|                          |                           |                                                                                  |             |             |             |             |
| Quelle: Innenministerium |                           |                                                                                  |             |             |             |             |

### Parlamentswahl 2024
| Kandidaten               | Kandidaten                  | Parteien                                       | 1. Wahlgang | 1. Wahlgang | 2. Wahlgang | 2. Wahlgang |
| Kandidaten               | Kandidaten                  | Parteien                                       | Stimmen     | %           | Stimmen     | %           |
| ------------------------ | --------------------------- | ---------------------------------------------- | ----------- | ----------- | ----------- | ----------- |
|                          | Jean-Pierre Bataillegewählt | DVD – Unabh.                                   | 22.206      | 34,1        | 32.228      | 50,2        |
|                          | Pierrick Berteloot          | RN – Rassemblement National                    | 29.894      | 46,0        | 31.970      | 49,8        |
|                          | Emilie Ducourant            | UG – Nouveau Front populaire (Les Écologistes) | 11.853      | 18,2        |             |             |
|                          | Benjamin Dubiez             | EXG – Lutte Ouvrière                           | 1.078       | 1,7         |             |             |
| Gesamt                   | Gesamt                      | Gesamt                                         | 65.031      | 100         | 64.198      | 100         |
|                          |                             |                                                |             |             |             |             |
| Leere Stimmzettel        | Leere Stimmzettel           | Leere Stimmzettel                              | 1.214       | 1,8         | 1.889       | 2,8         |
| Ungültige Stimmzettel    | Ungültige Stimmzettel       | Ungültige Stimmzettel                          | 647         | 1,0         | 912         | 1,4         |
| Wähler                   | Wähler                      | Wähler                                         | 66.892      | 68,5        | 66.999      | 68,6        |
| Wahlberechtigte          | Wahlberechtigte             | Wahlberechtigte                                | 97.601      |             | 97.625      |             |
|                          |                             |                                                |             |             |             |             |
| Quelle: Innenministerium |                             |                                                |             |             |             |             |